# Saint-Martin-de-Boubaux
Saint-Martin-de-Boubaux település Franciaországban, Lozère megyében. Lakosainak száma 194 fő (2022. január 1.). Saint-Martin-de-Boubaux Le Collet-de-Dèze, Lamelouze, Soustelle, Saint-Paul-la-Coste, Mialet, Saint-Étienne-Vallée-Française, Saint-Germain-de-Calberte és Saint-Michel-de-Dèze községekkel határos.

## Népesség
A település népessége az elmúlt években az alábbi módon változott:
| Lakosok száma | 192  | 149  | 149  | 185  | 180  | 177  | 184  | 198  | 196  | 194  |
|               | 1968 | 1982 | 1990 | 2006 | 2013 | 2015 | 2017 | 2019 | 2020 | 2022 |